# Неа Генеа
„Неа Генеа“ (на гръцки: «Νέα Γενεά», в превод Ново поколение) е гръцки вестник, издаван в костурското село Желево (Андартико), Гърция.

## История
Вестникът започва да излиза в 1934 година и спира на следната 1935 година. Издател на вестника е Спиро Лянджаков (Спирос Ляндзакис) от гъркоманската желевска фамилия Лянджакови.  Негов основен сътрудник е учителят Атанас Сидеров (Атанасиос Сидерис). Вестникът спира в 1935 година.